# Gebroers Messina
De gebroers Messina waren vijf broers die hun imperium in de Londense prostitutie hadden uitgebouwd. Zij waren bekend als de Messina Brothers, of in het Italiaans, hun moedertaal, als I Fratelli Messina. Hun imperium duurde van 1934 tot 1951. Op het hoogtepunt van hun macht, in 1950, hadden zij meer dan tweehonderd prostituées in dertig bordelen in Soho, Mayfair en Fitzrovia.

## Namen
Het ging om:
- Salvatore Messina (Hamrun, 1898 - ?  ); in Londen noemde hij zich Arthur Evans
- Alfredo Messina (Hamrun, 1901 – Brentford, 1963); hij noemde zich Alfred Martin
- Eugenio Messina (Alexandrië, 1908 - ? ); hij noemde zich Edward Marshal
- Attilio of Attillo Messina (Alexandrië, 1910 - ? ); hij noemde zich Raymond Maynard
- Carmelo Messina (Alexandrië, 1915 -? ); hij noemde zich Charles Maitland.

Messina was de schuilnaam van hun Italiaanse vader Giuseppe. Zowel de vader als de vijf zonen logen continu over hun identiteit, hun leeftijd, hun afkomst en eisten hetzelfde van de prostituées in hun dienst; dezen moesten liegen over hun oorsprongsland, hun naam alsook over de pooiers Messina voor wie ze werkten. Officieel hadden de vijf broers de naam van hun moeder Debono, een Maltese vrouw. Deze naam droegen ze nooit.

## Levenslopen

### Italië
Vader Messina die mogelijks als officiële naam Giuseppe Calabrese had, was geboren in 1878 of 1879. Hij groeide op in Linguaglossa, een dorp op het eiland Sicilië in het koninkrijk Italië. Linguaglossa kende geen maffiabende terwijl de omliggende gemeentes wel een hadden. Vader Messina startte een eigen maffia-activiteit, wat hem tot prooi maakte van de bestaande maffiosi. 

### Malta
Eind van de jaren 1890 vluchtte hij naar Malta, een Britse kolonie. Hij beweerde aan de immigratieautoriteiten dat hij een timmerman was in de haven van Messina. Het was de eerste leugen in de familie. Hij huwde met de Maltese Virginia Debono waarna hij de Maltese nationaliteit verwierf. Zij woonden in Hamrun waar de eerste twee zonen geboren werden: Salvatore en Alfredo. Vader Messina baatte een bordeel uit in Valletta.

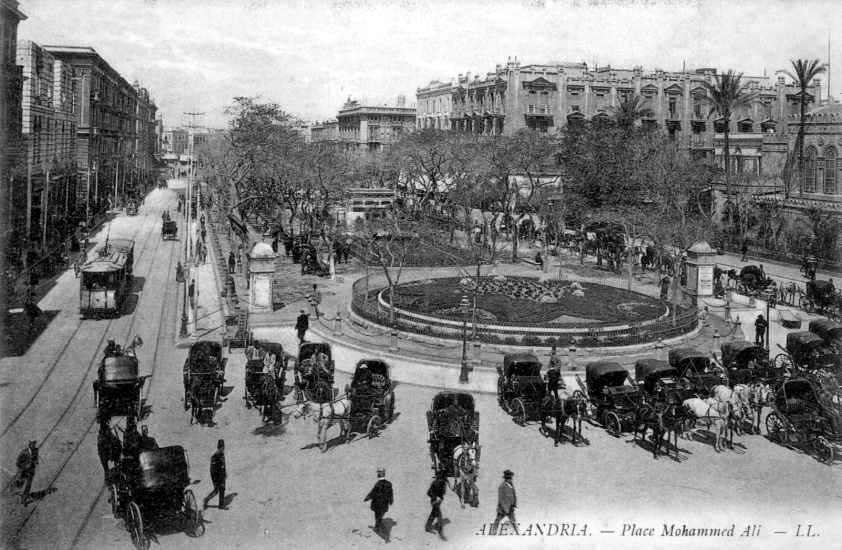
Alexandrië in de jaren 1910

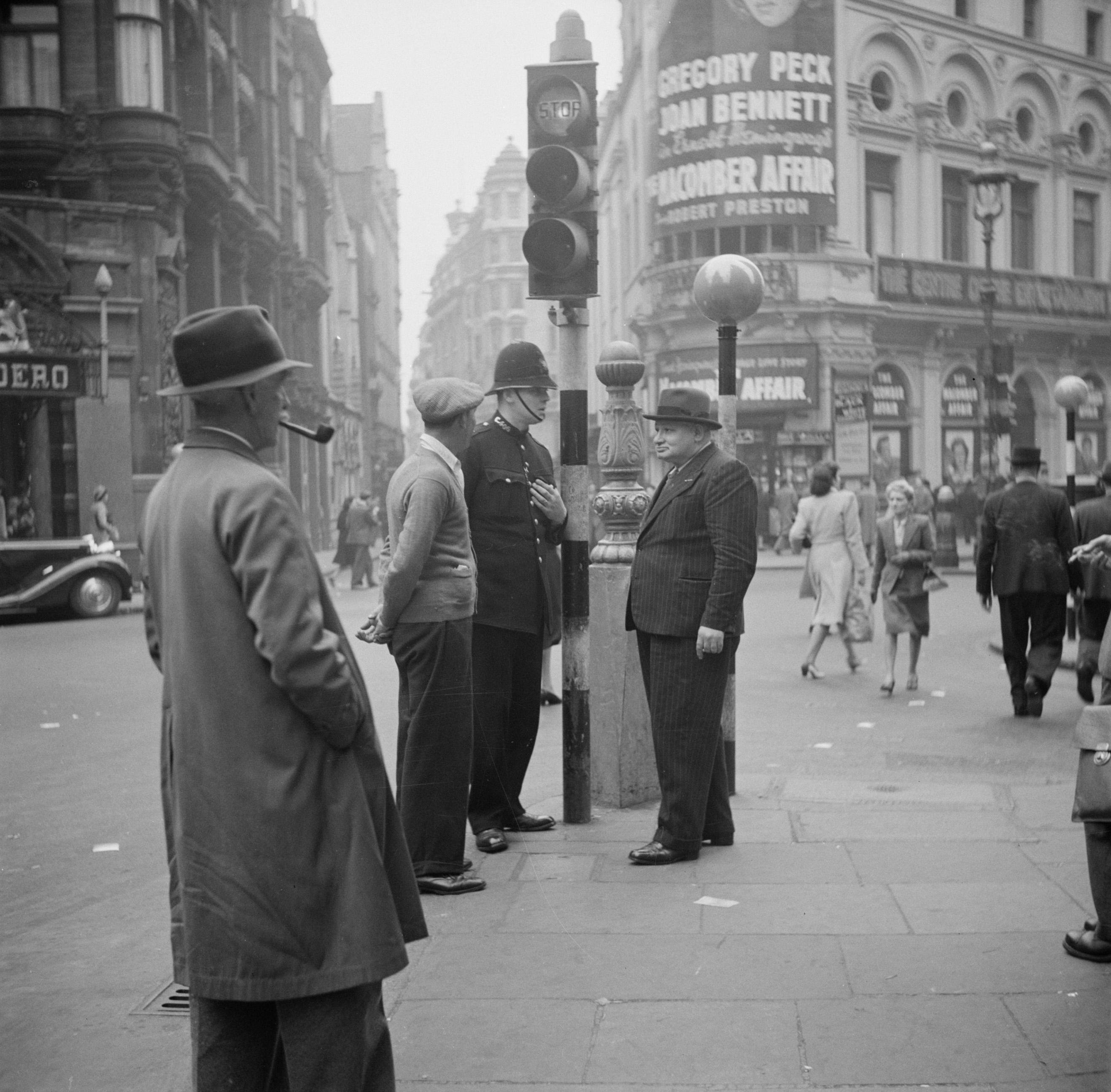
Soho (Londen), jaren 1940

### Egypte
In 1905 emigreerde het gezin naar Alexandrië in het koninkrijk Egypte. Alexandrië kende een grote gemeenschap van Maltezers. In Alexandrië baatte hij meerdere bordelen uit. Er werden nog drie zonen geboren: Eugenio, Attilio en Carmelo. Naarmate de vijf zonen ouder werden, stapten ze in de zaken van hun vader. Ze werden pooier en gangster om de bordelen van hun vader te beveiligen. In 1932 maakte de Egyptische politie er een einde aan. Ze dwong de hele familie Messina te emigreren. Ze trokken naar Malta doch Eugenio reisde verder naar Londen, waar hij een bordeel startte samen met zijn vrouw de Franse prostituée Colette (1934). De vier andere broers reisden hem achterna. 

### Londen
Zoals de gebroers Messina geleerd hadden van hun vader in Alexandrië, bouwden ze een machtsimperium in Londen uit van bordelen. Ze verdrongen Franse gangsters die er de plak zwaaiden. De vijf broers hielpen elkaar in de beveiliging en financiering. Na de Tweede Wereldoorlog legden ze zich toe op vrouwenhandel van vrouwen komende uit Spanje, Frankrijk en België. Hun macht breidde zich uit door geweldpleging, schriftvervalsing, financiële malversaties en, zoals de broers zelf verklaarden, het voortdurend omkopen van politiefunctionarissen. Wanneer op 26 september 1948 een van de prostituées van de broers Messina vermoord werd, werd geen gerechtelijk onderzoek ingesteld. Het slachtoffer, de 41-jarige vrouw Rachel Fennick, bekend in de Londense onderwereld als Ginger Rae, werd met een dolk in de maag gedood. Later schreven de kranten dat de Messina broers hun macht wilden tonen aan de andere prostituées.
Een onderzoeksjournalist begon te graven in de identiteit en activiteiten van de vijf broers Messina. Het ging om Duncan Webb. Hij stond verbaasd over de ‘efficiëntie’ waarmee de vijf broers werkten. Wanneer Webb in 1950 zijn eerste artikels met foto’s publiceerde trok dit finaal de aandacht van Scotland Yard. Webb publiceerde talrijke interviews met ‘Messina girls’. In de loop van het jaar 1950 werd de grond hen te heet onder de voeten en in 1951 vluchtten vier van de vijf broers uit Engeland: Salvatore, Eugenio, Attilio en Carmelo. De politie had moeite met het vaststellen van criminele activiteiten, want de identiteitspapieren van de meeste vrouwen waren wettelijk in orde. In 1951 arresteerde de politie alsnog Alfredo terwijl deze lag te slapen onder een brug in Londen. Alfredo werd voor twee jaar gevangenis veroordeeld wegens omkoperij en prostitutie. Hij leefde nadien in Brentford in Groot-Londen waar hij stierf in 1963 en begraven ligt. Op het graf staat de familienaam Messina.
Eugenio en Carmelo werden in 1955 gearresteerd door de Belgische politie. Ze verbleven op een luxeflat op de Louizalaan in Brussel. Eugenio werd in 1956 veroordeeld tot zes jaar gevangenis wegens het illegaal betreden van het Belgisch grondgebied, illegale wapendracht, vrouwenhandel en het bezit van valse paspoorten. Carmelo werd vrijgesproken wegens gebrek aan bewijzen. Carmelo dook nadien op in Engeland in 1958 en werd veroordeeld voor illegale immigratie tot zes maanden gevangenis. Na zijn gevangenschap moest Carmelo Engeland verlaten en trok hij naar Italië. 
Toen ook Attilio illegaal opdook in Engeland in 1959 werd hij opgepakt en veroordeeld.
Van de oudste broer Salvatore werd sinds de jaren 1950 niets meer gehoord. Hij leefde ondergedoken. Volgens geruchten leefde en stierf Salvatore in Zwitserland.
Het prostitutienetwerk van de gebroers Messina in Londen was ten einde. Hun positie werd overgenomen door gangsters uit Malta.